# Jumi Lubin
Jumi Lubin – polski klub futsalowy z Lubina. W sezonie 1997/1998 występował w I lidze, w której zajął jedenaste miejsce i spadł do II ligi.